# Mexichromis pusilla
Mexichromis pusilla is een slakkensoort uit de familie van de Chromodorididae. De wetenschappelijke naam van de soort is voor het eerst geldig gepubliceerd in 1874 door Bergh.